# Bolton Landing
Bolton Landing est une census-designated place du comté de Warren, dans l'État de New York, aux États-Unis,. En 2020, elle compte une population de 518 habitants.